# エカテリノスラフ県
エカテリノスラフ県（エカテリノスラフけん、ロシア語:Екатеринославская губерния；ウクライナ語:Катеринославська губернія）は、現在のウクライナ南部に設置されたロシア帝国の県（グベールニヤ）の1つ。首都はエカテリノスラフ（現在のドニエプロペトロフスク）。
現在のウクライナのドニエプロペトロフスク州、ロシア連邦のドネツク人民共和国、ザポロージエ州の領域に相当する。
19世紀以降、県東部のドンバス地方を中心に石炭採掘や冶金業が栄えた。これらの地方は、現在でもウクライナの産業の中心地となっている。

## 行政区分
エカチェリーナ2世の統治期の1764年に、南ウクライナ地方にノヴォロシア県が設立された。1775年にザポロージエ・コサックがロシア帝国に服属すると、その土地もノヴォロシア県の管轄下に組み込まれた。
ノヴォロシア県は、1783年にエカテリノスラフ総督府（ナメスニーチェストヴォ）に改称されたが、1796年に元の名称に戻された。ノヴォロシア県は、1802年に新設のニコラエフ県（後のヘルソン県）、タヴリダ県、エカテリノスラフ県に分割された。
エカテリノスラフ県には、ドニエプル川東岸にエカテリノスラフ郡、ヴェルフノドニプロウスク郡が、西岸にバフムト郡、ノヴォモスコフスク郡、アレクサンドロフスク郡、パヴロフラド郡、スロヴャノセルプスク郡、ロストフ・ナ・ドヌ郡が設置された。その後、1874年にロストフ・ナ・ドヌ郡からマリュポリ郡が分離し、1887年にはロストフ・ナ・ドヌ郡はドン軍管州に再編された。
ロシア革命後の1925年にエカテリノスラフ県は廃止され、エカテリノスラフ管区、アレクサンドロフスク管区、ベルジャンスク管区、ザポロジエ管区、クリヴォイ・ログ管区、メリトポリ管区、パヴログラド管区が設置された。

## 人口動態
1811年の人口統計では、エカテリノスラフ県の総人口は約66万人で、大半が農民とされている。
その後の人口統計では、1851年には約90万人、1863年には約120万人、1885年には約179万人、1897年には約211万人、1924年には約324万人と見積もられている。
1897年の統計では、エカテリノスラフ県の民族構成は、ウクライナ人が69.5 %、ロシア人が18.2 %、ユダヤ人が4.2 %、ドイツ人が4 %、ギリシア人が2.3 %、タタール人が1.1 %となっている。
1924年の統計では、総人口に占める都市住民の比率は13.6%となっていた。都市住民の過半は非ウクライナ人であり、都市の人口の25%は労働者階級が占めた。